# Anna Lindau
Anna Lindau spesso citata anche come Anna Vivanti Lindau (1828? – Milano, 31 gennaio 1880) è stata una letterata tedesca.

## Biografia
Figlia di Leopold, sorella degli intellettuali Paul e Rudolf Lindau. 
Si ignorano le circostanze per cui venne a trovarsi in Svizzera, dove nel 1853 conobbe Anselmo Vivanti che presto sposò. Dall'unione nacquero i figli Italo (1855), Anselmo Luis (1856), Eva (1861) ed Anna Emilia (1866), detta Annie, che diventerà la scrittrice Annie Vivanti. 
Nel 1855 seguì il marito in Inghilterra ed alla Park House di Norwood tenne un salotto frequentato da esuli e intellettuali, fra gli altri anche da Ferdinand Freiligrath. Fu anche in intima amicizia con Karl Marx col quale intrattenne un rapporto intellettuale, testimoniato anche da una lettera del 3 agosto 1894 in cui Arturo Labriola scrive a Friedrich Engels: "Ho qui un volume legato, comprato a Milano auzione £ 25. Contiene oltre al 18 Brumaio, Misère d. l. Ph. originale, esemplare con dedica di Marx a Madame Vivanti 2 (o 4) marzo 1873 (o 72, non chiaro)". 
Studiosa di letteratura, corrispose con personalità come Klaus Groth, Karl Schönhardt e Karl Marx. In una lettera di Jenny Marx a Kate Freiligrath del 24 dicembre 1868 se ne da un rarissimo ritratto: "una strana, piccola donna brutta e deforme, ma piena di vita e di spirito. Si chiama Mrs. Vivanti, è sposata a un italiano ed è un'ardente ammiratrice di Dante, che conosce appassionatamente. Mi ha tanto ricordato quella donna che Balzac descrive nella Recherce de l'Absolu". 
Presentando Annie Vivanti ai lettori italiani, Carducci attribuisce ad Anna Lindau anche un'attività poetica (Ein Apriltag, 1867), ma sappiamo che collaborò anche al giornale Die Gegenwart del fratello Paul (a proposito del William Ratcliff di Heinrich Heine rappresentato al Manzoni di Milano nel 1875) pur se la sua principale attività letteraria furono le novelle per l'infanzia e soprattutto il volume di viaggi (A Journey to Crete, Constantinople, Naples, and Florence: three months abroad, by Anna Vivanti, London : [s.n.], 1865). 
Morì a Milano il 31 gennaio 1880. Il certificato di morte parla di “catarro soffocativo”, probabilmente si trattò di tisi. Fu sepolta al Cimitero Monumentale, ma la sua tomba - probabilmente mancando chi se ne occupasse al momento della scadenza dei termini di legge - oggi non esiste più. 